# Epicauta afoveata
Epicauta afoveata är en skalbaggsart som beskrevs av Werner 1949. Epicauta afoveata ingår i släktet Epicauta och familjen oljebaggar. Inga underarter finns listade i Catalogue of Life.